# John Graunt

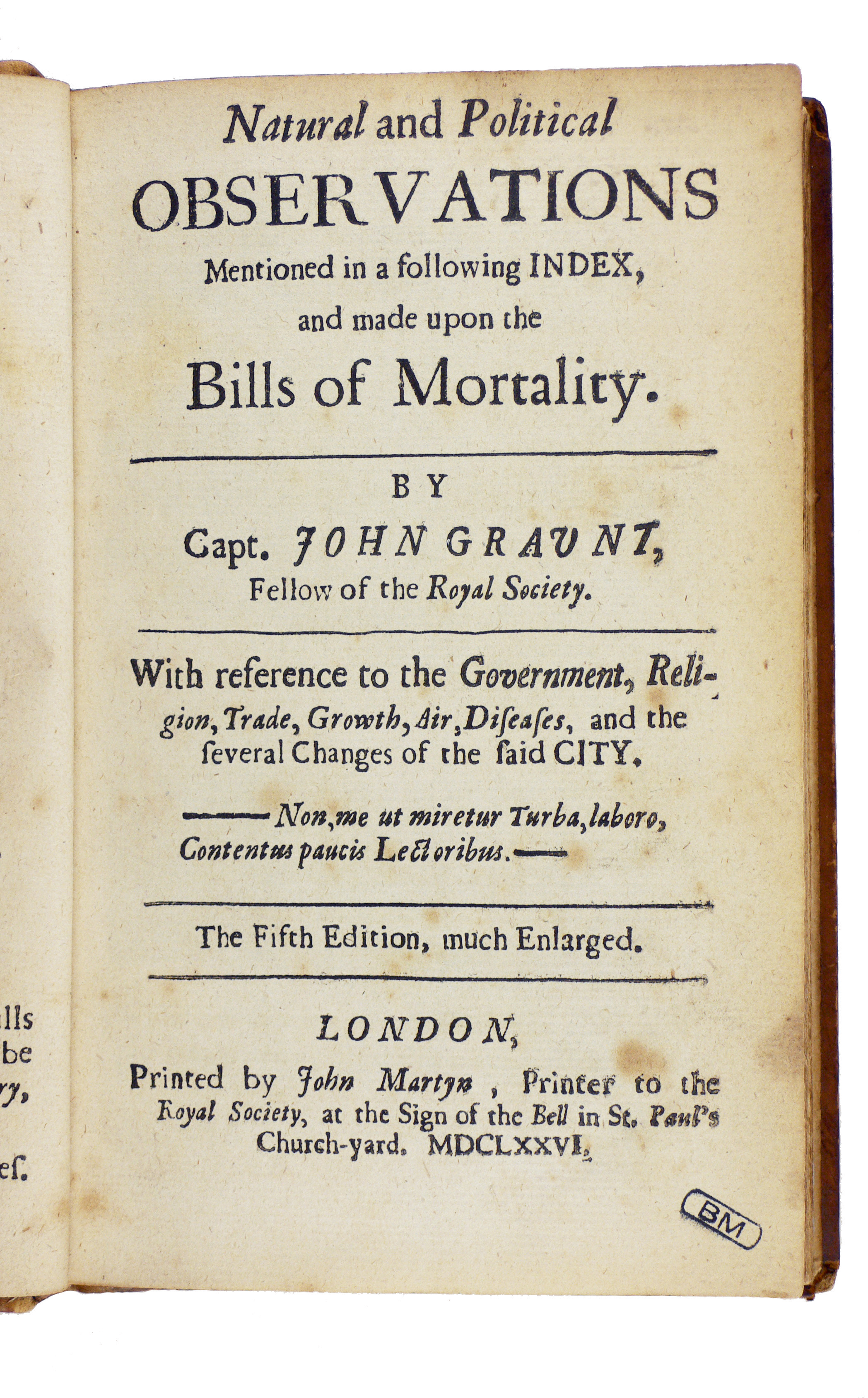
Bills of Mortality ("Contagens de Mortalidade"), 1676.

John Graunt (Londres, 24 de abril de 1620 – Londres, 18 de abril de 1674) foi um cientista e um dos primeiros demógrafo britânico, precursor na construção de Tábuas de Mortalidade.
Graunt publicou em 1662 Natural and Political Observations upon the Bills of Mortality, que lança as bases para a demografia e torna-se uma das obras pioneiras no estudo atuarial de mortalidade. Esta obra continha um rudimento de tábua de vida, obtida através de dados sobre enterros em Londres.
Graunt foi um comerciante de pequeno itens de vestuário. Mais tarde, ele faliu devido às perdas sofridas durante o Grande Incêndio de Londres e à discriminação que enfrentou após sua conversão ao catolicismo.
Tornou-se amigo de William Petty, com quem realizou estudos. Foi eleito membro da Royal Society em 1662. Faleceu em 1674, de icterícia.

## Natural and Political Observations Made Upon the Bills of Mortality
O livro de Graunt's Natural and Political Observations Made on the Bills of Mortality (publicado em 1662 Old Style ou 1663 New Style) compilou e analisou dados de mortalidade. Graunt, usando a Regra de Três (matemática) e proporções obtidas comparando anos nas "Contagens de Mortalidade", foi capaz de fazer estimativas sobre o tamanho da população de Londres e Inglaterra, taxas de natalidade e taxas de mortalidade de homens e mulheres, e o aumento e propagação de certas doenças.

### Contas de Mortalidade
A análise de John Graunt em Natural and Political Observations Made upon the Bills of Mortality consistiu em uma compilação e uma análise de dados das "Contagens de Mortalidade". As "Contagens de Mortalidade" eram documentos que ofereciam informações sobre nascimentos, mortes e causas de morte nas paróquias de Londres, impressos e distribuídos semanalmente às quintas-feiras (além de um relatório anual divulgado em dezembro).
A descrição de Graunt do método de coleta de dados para as "Contagens de Mortalidade" também serve como um exemplo do uso que Graunt faz do escrutínio na avaliação dos dados que estava analisando. Graunt criticou os Buscadores ("Searchers") que determinaram a causa da morte dos cadáveres; essa crítica se manifestou nas investigações de Graunt sobre os efeitos sobre a mortalidade de certas doenças, pois Graunt sugeriu que muitas causas de morte foram deturpadas.

### Epidemiologia
O trabalho de Graunt chegou a conclusões rudimentares sobre a mortalidade e morbidade de certas doenças. Graunt era altamente cético em relação ao número de mortes registradas nas "Contagens de Mortalidade" devido à peste. Graunt especulou sobre as razões para essas classificações erradas, uma das quais inclui a confiabilidade das causas de morte relatadas nas "Contagens de Mortalidade".
Outro exemplo do trabalho de Graunt em epidemiologia é sua investigação do aumento repentino de mortes em 1634 devido ao raquitismo. Graunt examinou duas outras causas de morte - "Fígado crescido" e "Baço" - além de "Raquitismo", combinando as três e comparando a frequência de mortes devido a cada causa entre os anos. Graunt investigou se o aumento repentino de mortes devido ao raquitismo nas "Contagens de Mortalidade" era na verdade o resultado de classificação incorreta de cadáveres que teriam morrido de "crescimento do fígado" e "baço". Graunt concluiu que "raquitismo" como causa de morte estava no máximo pela primeira vez.

### Edições do livro
O trabalho de Graunt teve cinco edições. A primeira edição lista John Graunt como cidadão. A primeira edição foi impressa e apresentada por Graunt à Royal Society of London, após a qual Graunt foi aceito como membro. Todas as edições sucessivas listam John Graunt como membro da Royal Society. A edição final foi impressa em 1676, após a morte de Graunt, provavelmente com a ajuda de Sir William Petty.

## Impacto
A aplicação da teoria de John Graunt aos dados foi um dos primeiros exemplos da estatística descritiva. Algumas das tabelas de Graunts são o único recurso para dados populacionais para determinados períodos de tempo, devido aos registros perdidos no Grande Incêndio de Londres. Após a publicação da obra de Graunt, a França começou a coletar censos mais descritivos e consistentes, embora não se saiba se houve uma conexão direta entre esses dois eventos. O trabalho de Graunt ainda é usado hoje para estudar tendências populacionais e mortalidade, por exemplo, estudos sobre suicídio. O tributo ao trabalho pioneiro de Graunt foi prestado por Sir Liam Donaldson em 2012 no décimo aniversário dos Observatórios de Saúde Pública.